# Halictus semitectus
Halictus semitectus là một loài Hymenoptera trong họ Halictidae. Loài này được Morawitz mô tả khoa học năm 1874.